# WBSC Premier 12
Ne pas confondre avec la Classique mondiale de baseball.
Le WBSC Premier 12 est une compétition internationale sous l'égide de la Confédération internationale de baseball et softball (WBSC) rassemblant les douze premières nations du Classement mondial de l'IBAF.
Le Premier 12 remplace la défunte Coupe du monde de baseball dont la dernière édition se tient en 2011.
La première édition du Premier 12 se tient au Japon et à Taïwan du 8 au 21 novembre 2015 et est remportée par la Corée du Sud devant les États-Unis et le Japon.

## La compétition
La compétition rassemble les 12 premières nations du Classement mondial de l'année précédent la compétition.
Au premier tour les équipes sont réparties en deux poules et s'affrontent au format round-robin simple.
Les quatre premiers de poule se qualifient pour les quarts-de-finale.

## Palmarès
| Année        | Lieu                              |              | Or           | Argent     | Bronze |
| ------------ | --------------------------------- | ------------ | ------------ | ---------- | ------ |
| 2015 Détails | Taïwan Japon                      | Corée du Sud | États-Unis   | Japon      |        |
| 2019 Détails | Japon Mexique Corée du Sud Taïwan | Japon        | Corée du Sud | Mexique    |        |
| 2024 Détails | Japon Mexique Taïwan              | Taipei       | Japon        | États-Unis |        |
| 2027 Détails |                                   |              |              |            |        |